# Willem Molengraaff
Willem Leonard Pieter Arnold Molengraaff (Nijmegen, 10 mei 1858 - Den Haag, 7 juli 1931) was een van de invloedrijkste juristen op het gebied van het privaatrecht in Nederland aan het eind van de 19e eeuw en het begin van de 20e eeuw. Molengraaff was zijn tijd ver vooruit. Ruim dertig jaar voordat de Hoge Raad overstag ging, bepleitte Molengraaff al een ruimere toepassing van de onrechtmatige daad in het aansprakelijkheidsrecht. Zijn streven naar een eenvormig privaatrecht waarvan de opheffing van het onderscheid tussen burgerlijk recht en handelsrecht een belangrijk deel uitmaakte, zal pas zijn voltooid wanneer de nog resterende delen van het Wetboek van Koophandel in het Burgerlijk Wetboek zijn opgegaan. Ook zijn ideeën over het harmoniseren van het privaatrecht op internationaal niveau zijn tot op de dag van vandaag actueel.

## Studie
In 1875 ging Molengraaff als zeventienjarige rechten studeren aan de Universiteit Leiden. Vier en een half jaar later verdedigde hij zijn proefschrift met de titel De Internationale Averij Grosse Regeling. Het proefschrift van de eenentwintigjarige promovendus werd in het Weekblad voor het Recht als volgt aangekondigd:

Een zeer belangrijk academisch proefschrift, eenige dagen geleden door de heer W.L.P.A. Molengraaff verdedigd, waarvan wij de lezing aan de ernstige overweging én van onze Regering én van onze rechtsgeleerden, die zich op handelswetenschap en handelspraktijken toeleggen, met aandrang aanbevelen.

## Periode in Amsterdam
Na zijn promotie ging Molengraaff als advocaat en rechter-plaatsvervanger werken in Amsterdam. In 1881 trad hij in het huwelijk met Heiltje Johanna Henriëtta Abeleven. In 1882 verscheen het eerste nummer van Rechtsgeleerd Magazijn, een juridisch tijdschrift dat Molengraaff samen met zijn vrienden H.L. Drucker en S. Katz oprichtte.
De oprichters stelden dat het traditioneel gezaghebbende tijdschrift Themis te conservatief was. In de eerste uitgave van Rechtsgeleerd Magazijn publiceerde Molengraaff het eerste deel van zijn grondleggende beschouwing over de verzekeringsovereenkomst. Vele andere publicaties zouden volgen.
Het juridische talent van Molengraaff bleef niet onopgemerkt. Hij kreeg het verzoek om een preadvies op te stellen over het onderscheid tussen het burgerlijk recht en het handelsrecht, dat in 1883 verscheen. Molengraaff pleitte in een lijvig rapport ervoor om het bestaande onderscheid op te heffen.
Vlak voor zijn vertrek uit Amsterdam voltooide Molengraaff een voorontwerp voor een nieuwe faillissementswet. Molengraaff bleef de volgende jaren actief betrokken bij het wetgevingsproces en de resulterende Faillissementswet is tot op de dag van vandaag in werking.

## Hoogleraar in Utrecht

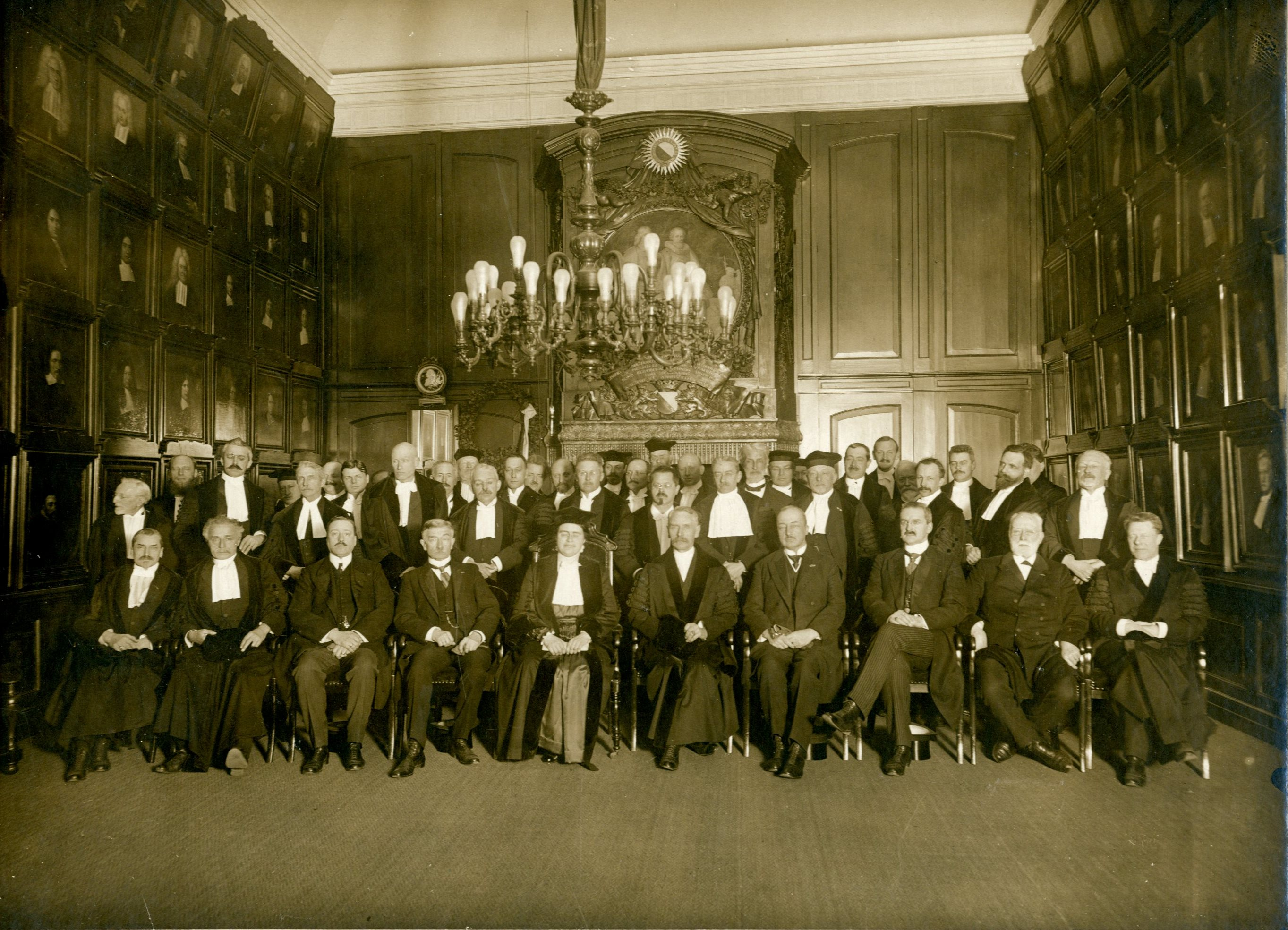
Molengraaff (zittend uiterst links) (1917)

De zesentwintigjarige Molengraaff verliet in 1885 de advocatuur en werd op 24 januari van dat jaar benoemd tot Hoogleraar Handelsrecht aan de Rijksuniversiteit te Utrecht, als opvolger van Jacobus Anthonie Fruin.
In 1887 verscheen zijn revolutionaire artikel “Oneerlijke concurrentie en onrechtmatige daad” in Rechtsgeleerd Magazijn. Het toen geldende artikel 1401 BW werd in de jurisprudentie beperkt uitgelegd. Van onrechtmatigheid was sprake als een wettelijke bepaling was geschonden. Molengraaff pleitte voor een ruimere uitleg en stelde dat onrechtmatig handelen ook kon voortvloeien uit handelen in strijd met datgene wat in het maatschappelijk verkeer als onbetamelijk had te gelden. Pas in 1919 zou de Hoge Raad in het arrest Lindenbaum/Cohen omgaan en werd de door Molengraaff voorgestelde weg ingeslagen.
Tijdens zijn periode in Utrecht was Molengraaff over de volle breedte van het privaatrecht actief. Vele artikelen op uiteenlopende gebieden verschenen van zijn hand. Na zijn artikel over de onrechtmatige daad verscheen in 1887 nog een pleidooi voor de “Dwangverzekering ten behoeve van de arbeiders” in Rechtsgeleerd Magazijn. Een vernieuwend betoog, omdat in die tijd nog nauwelijks aandacht bestond voor de wettelijke bescherming van werknemers.
Molengraaff was ook actief op het gebied van het familierecht. Hij pleitte voor de wettelijke verantwoordelijkheid van vaders jegens buiten het huwelijk geboren kinderen en ijverde voor de invoering van een vaderschapstest.
In 1908 legde Molengraaff zich toe op het zeerecht en leverde zijn Ontwerp Zeerecht in bij de Minister.

## Post-academische periode

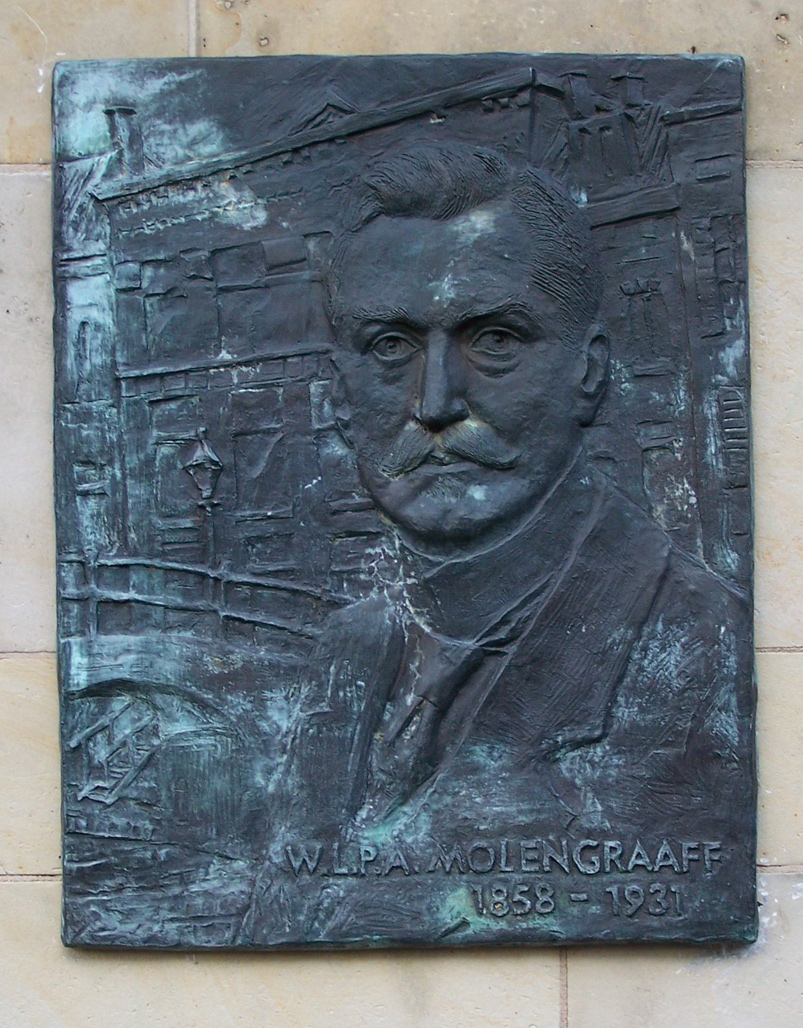
Reliëfportret van Molengraaff aan de Drift te Utrecht

In 1917 verliet Molengraaff de universiteit. Hij was teleurgesteld in de opstelling van de wetgever. In zijn afscheidsrede hekelde hij “de plichtverzaking en het onvermogen” van de Nederlandse wetgever. Veel van de wetgevende arbeid die Molengraaff in de loop der tijd verrichtte werd niet opgepikt door de politiek.
Molengraaff verhuisde naar Rotterdam en aanvaardde een benoeming als commissaris en consulent bij de Rotterdamsche Bankvereeniging. Hij bleef tot zijn dood commissaris. Toch bleef wetgeving de belangstelling van Molengraaff houden. Vanuit de bancaire wereld oefende Molengraaff druk uit op de wetgever om het handelsrecht te herzien. Hiertoe richde hij de Vereniging Handelsrecht op waarin prominente vertegenwoordigers uit het bedrijfsleven vertegenwoordigd zijn. De vereniging had succes en Molengraaff werd door de Minister verzocht een advies op te stellen over de herziening van het handelsrecht. Deze verklaarde zich hiertoe bereid onder de voorwaarde dat de Minister verklaarde het voorstel daadwerkelijk bij het parlement aanhangig te maken.
In 1920 werd Molengraaffs twaalf jaar oude wetsontwerp omtrent het Zeerecht ingediend in de Tweede Kamer. Molengraaff stelde zich actief op en verdedigde als regeringscommissaris het wetsvoorstel in de kamer, waarna het voorstel datzelfde jaar nog tot wet werd verheven.
Molengraaff verhuisde in 1925 naar Den Haag en stortte zich wederom vol overgave op nieuwe wetsontwerpen. Wetsonderwerpen over de arbeidsovereenkomst van kapitein en schepelingen en het binnenvaartrecht verschenen van zijn hand. Beide voorstellen leidden uiteindelijk tot wettelijke regelingen. Ook woonde hij vele internationale conferenties over het zeerecht bij en zet hij zich in voor de eenmaking van het privaatrecht op internationaal niveau, een onderwerp dat anno 2016 nog niets aan actualiteit heeft ingeboet.
In 1928 nam Molengraaff het initiatief tot een wijziging in het Wetboek van Koophandel die moest leiden tot de afschaffing van het onderscheid tussen kooplieden en niet-kooplieden en handelsdaden en niet-handelsdaden, een wijziging waartoe hij 45 jaar eerder al had opgeroepen. De wijziging werd daadwerkelijk wet in 1934, drie jaar na zijn dood. Grote delen van het Wetboek van Koophandel zijn op dit moment opgenomen in het Burgerlijk Wetboek, maar de transformatie is nog niet volledig voltooid.
Molengraaff overleed op 72-jarige leeftijd en werd op 10 juli begraven op de Tweede Algemene Begraafplaats in Utrecht. De overledene had verzocht redevoeringen achterwege te laten, maar na samenspraak met de familie sprak C.W. Star Busmann, de latere rector-magnificus van de Universiteit Utrecht, namens de juridische faculteit als enige een grafrede uit. Star Busmann besprak de grote betekenis van de overledene voor de rechtswetenschap en stelde dat de overledene tegenover zijn studenten steeds benadrukte dat recht zijn waarde ontleende aan hogere gerechtigheid. Hij beschreef Molengraaff als waarachtig en trouw, iemand die zich niet opdrong maar trouw was in vriendschappen.
Het Molengraaff Instituut voor Privaatrecht van de Universiteit Utrecht is naar hem vernoemd.